# Safia pacifica
Safia pacifica är en fjärilsart som beskrevs av Walker 1857. Safia pacifica ingår i släktet Safia och familjen nattflyn. Inga underarter finns listade.